# 姦淫
淫亂、奸淫（英語：Fornication）通常指未婚男女之间双方自愿的性交。当发生双方自愿性行为的其中一方或多方与他人有婚姻关系时，则称为婚外情。約翰·喀爾文认为，任何不符合神圣性交模式的性行为都是淫亂，其中包括婚前性行为。
对许多人来说，这个词带有道德或宗教上的贬义，但该词所指的性行为的意义在不同的宗教、社会和文化中有所不同。在现代用法中，该词常被更中性的词语所取代，如婚前性行为、婚外性行为或休闲性行为。